# Курзе
Курзе — национальное блюдо Дагестана; хинкали, напоминающие пельмени или манты, но другой формы. Лепятся они обязательно косичкой. Наиболее популярными являются мясные курзе, многие хозяйки добавляют в начинку ханц (кисловатую сыворотку из молока). Кроме мяса, начинкой бывают: яйца, творог, картофель, халта.

## Этимология
Согласно одному из предположений, название традиционным курзе́ дала змея гюрза: дагестанцы говорят, что «шов на курзе плетётся, будто змейка ползёт». Курзе (гюрза) также входит в основу национальной кухни Азербайджана. Строгие кавказские свекрови любят проверять будущих невесток, поручая им готовку курзе: если девушка виртуозно лепит швы на них, значит и хозяйкой она будет хорошей.
По другой версии, слово «курзе (кюрза)» — чеченское, со значением «вид пельменей»; происходит от пранахского *kurʒi, от прасевернокавказского *gurcɨ̆ (*kurʒɨ̆) «вид галушек». Само слово «курза», однако, как было установлено лингвистами, является заимствованием из кумыкского языка в чеченский.